# Wilhelmina von Bremen
Wilhelmina von Bremen (Estados Unidos, 13 de agosto de 1909-16 de julio de 1976) fue una atleta estadounidense, especialista en la prueba de 4 x 100 m en la que llegó a ser campeona olímpica en 1932.

## Carrera deportiva
En los JJ. OO. de Los Ángeles 1932 ganó la medalla de oro en los relevos de 4 x 100 metros, con un tiempo de 47.0 segundos, llegando a meta por delante de Canadá (plata) y Reino Unido (bronce), siendo sus compañeras de equipo: Evelyn Furtsch, Annette Rogers y Mary Carew.